# Eva Laräng
Eva Laräng, född 26 december 1935 i Göteborg, är en svensk skådespelare.
Laräng utbildade sig vid Calle Flygare Teaterskola. 1958–1959 medverkade hon i Rune Eks revy på Casinoteatern i Stockholm. Hon var från 1961 till hans död gift med Thure Quarnström (1929–1991).

## Filmografi
- 1955 – Flickan i regnet
- 1955 – 91 Karlsson rycker in
- 1956 – Flamman
- 1956 – Flickan i frack
- 1956 – Johan på Snippen
- 1956 – Sången om den eldröda blomman
- 1957 – Blondin i fara

## Teater

### Roller
| År   | Roll        | Produktion                                                    | Regi                | Teater        |
| ---- | ----------- | ------------------------------------------------------------- | ------------------- | ------------- |
| 1954 |             | Oh, mein Papa Erik Charell och Paul Burkhard                  | Hansjörg Boeger     | Södra Teatern |
| 1956 | Staren      | Pippi, you know, revy Stig Bergendorff och Gösta Bernhard     | Gösta Bernhard      | Casinoteatern |
| 1958 | Medverkande | Revy-Tut Evert Lindberg, Rune Ek, Stig Grybe och Bengt Janzon | Stig-Ossian Ericson | Casinoteatern |